# La Ribera Alta
|  | Per a altres significats, vegeu «Ribera Alta de l'Ebre». |

La Ribera Alta és una comarca valenciana formada per 35 municipis i una entitat local menor i amb capital a Alzira. A causa del creixement urbanístic, els nuclis urbans d'Alzira, Algemesí i Carcaixent han quedat units en l'actualitat, formant un nucli proper als cent mil habitants. L'actual comarca de la Ribera Alta comprèn les subcomarques històriques de la Vall dels Alcalans al nord i la Vall de Càrcer i el Baix Albaida al sud. Els municipis de Tous i Castelló no formaven part d'una històrica comarca de la Ribera Alta que sí que hi formaven Albalat de la Ribera (Ribera Baixa), i Estubeny (Costera). Aquesta comarca històrica apareix al mapa d'Emili Beüt Comarques naturals del Regne de València, publicat l'any 1934.

## Geografia
Limita al nord amb la Foia de Bunyol i l'Horta Sud. A l'est amb Ribera Baixa, al sud amb la Costera i a l'oest amb la Canal de Navarrés. Alguns dels rius que travessen la comarca són el Xúquer, el Magre, el Sellent i l'Albaida.

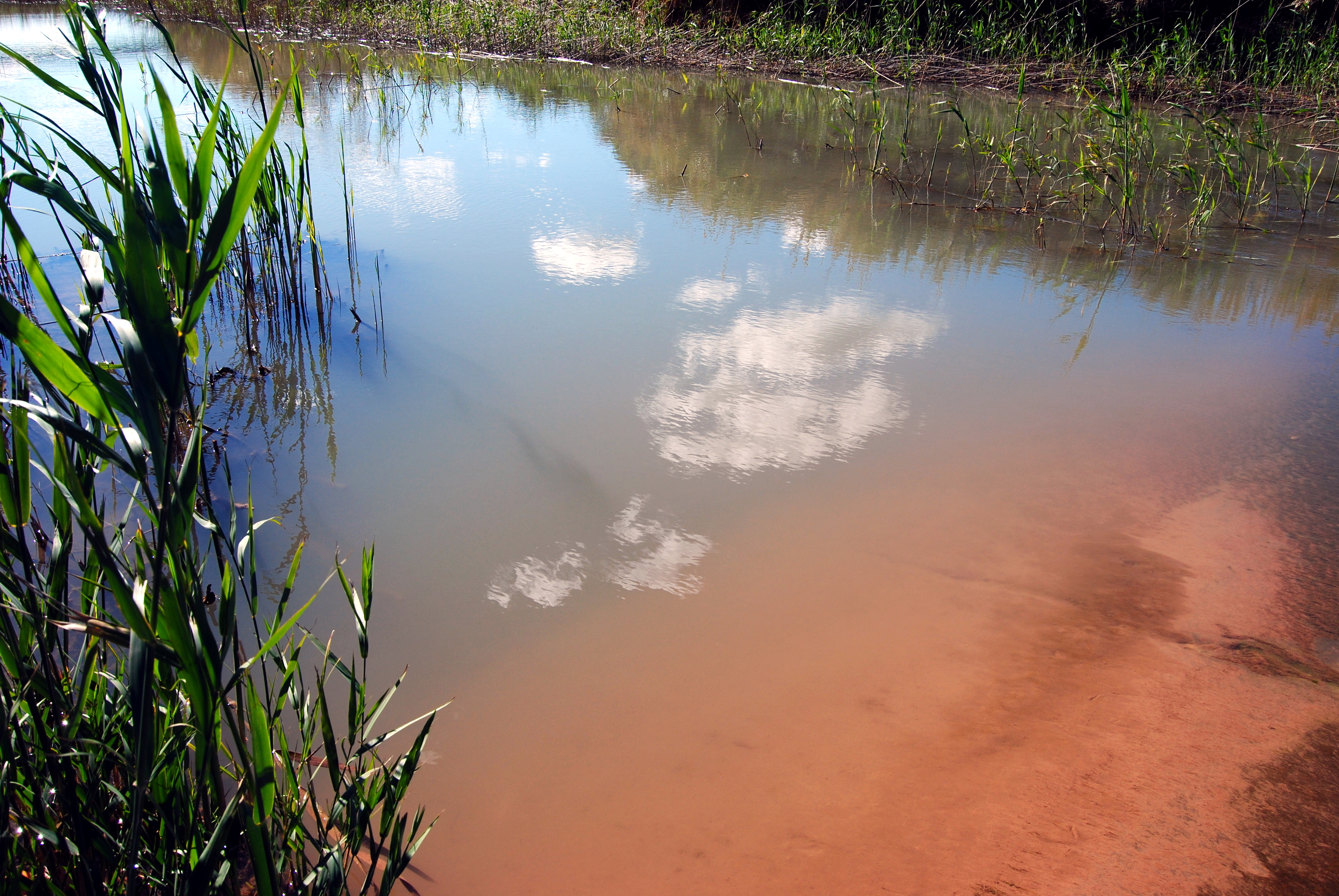
Riu Sellent, pas per Càrcer.

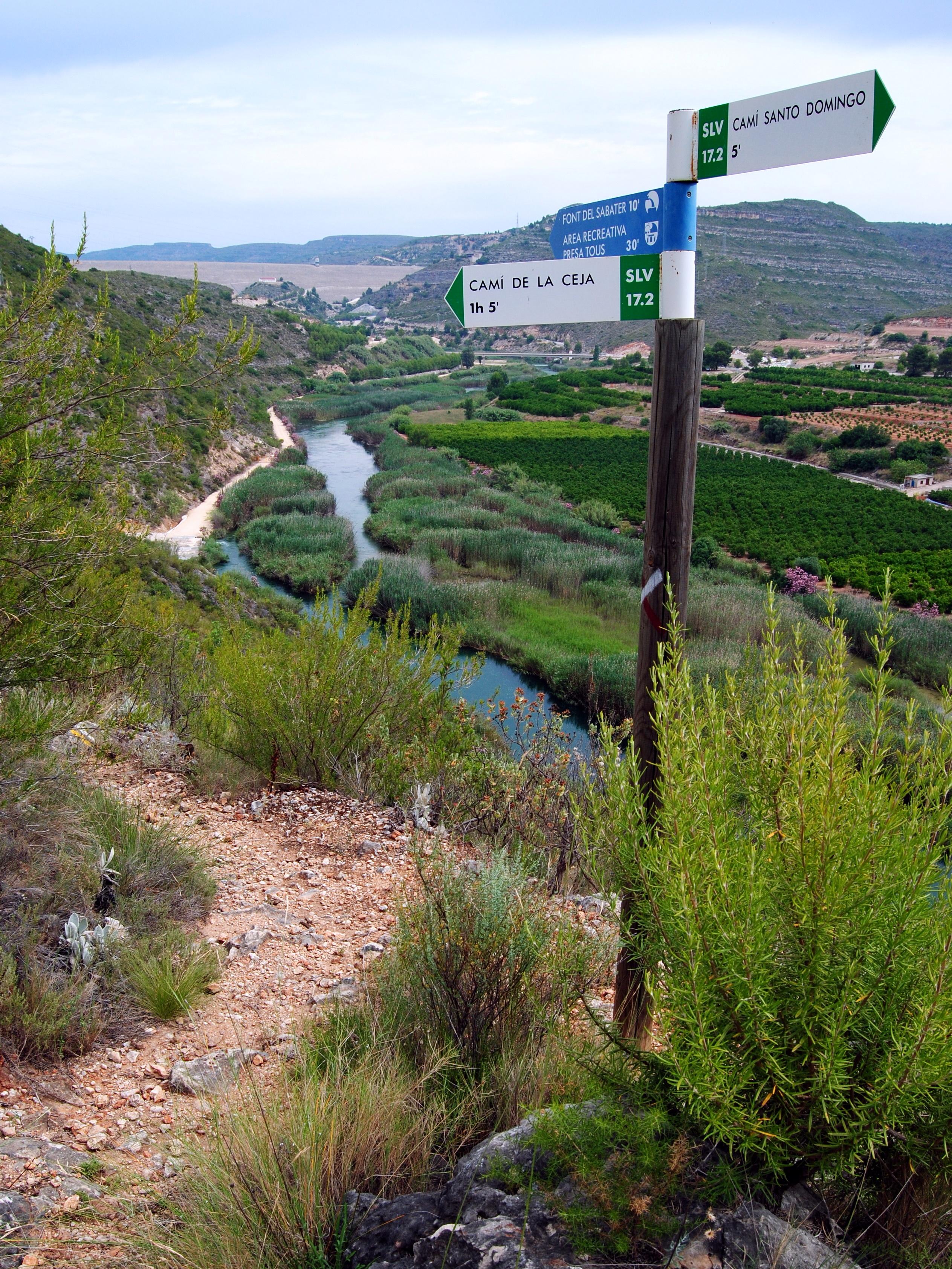
Principi del curs baix del riu Xúquer.

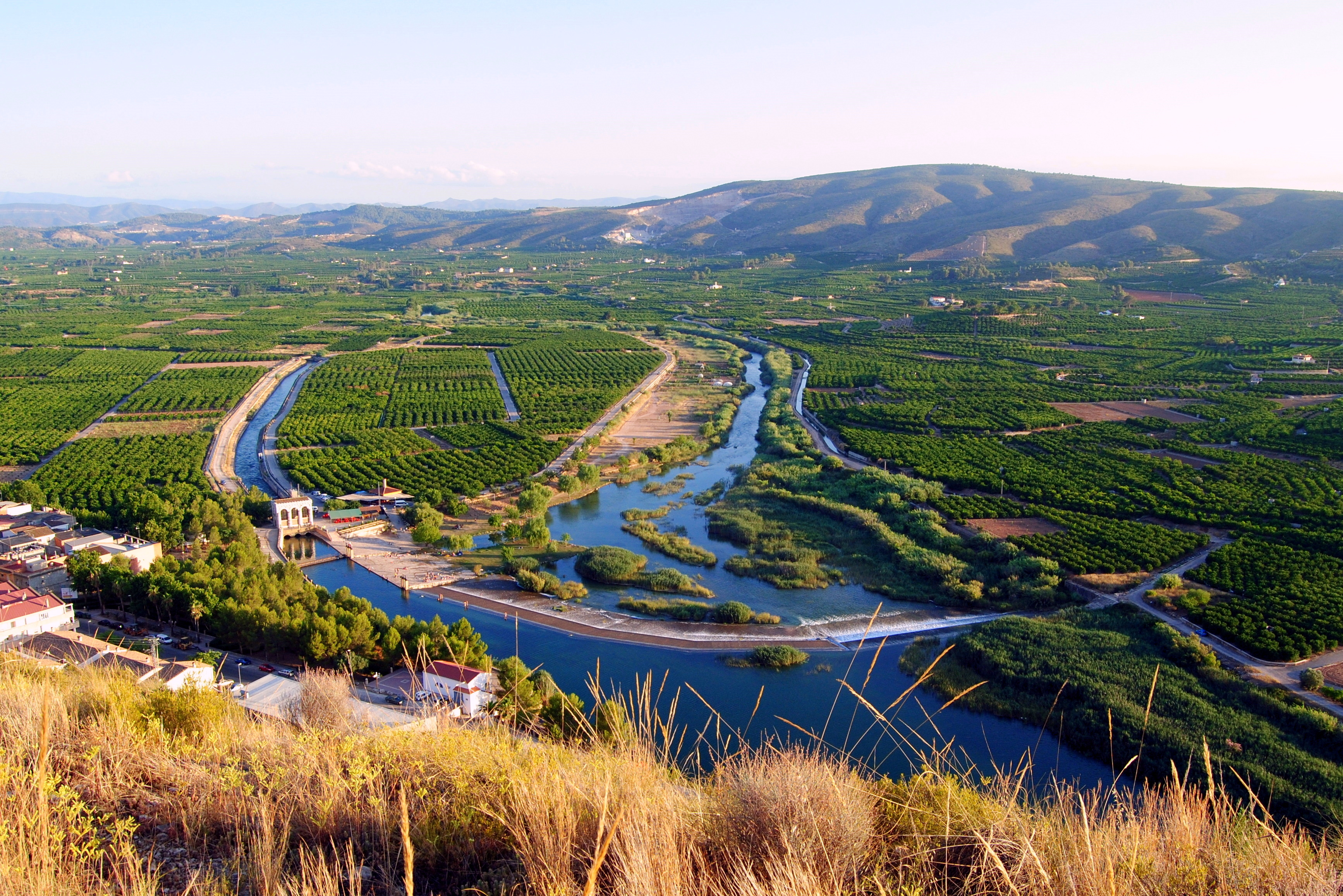
Assut d'Antella.

## Municipis
Les dades bàsiques dels «35 municipis», amb les xifres de població del padró municipal d'habitants 2023, són:
| Municipi            | Habitants (2023) | Sup. (km²) | Dens. (2023) (hab./km²) |
| ------------------- | ---------------- | ---------- | ----------------------- |
| Alzira              | 46.421           | 110,5      | 420,3                   |
| Algemesí            | 27.438           | 41,5       | 661,2                   |
| Carcaixent          | 20.777           | 59,3       | 350,4                   |
| Carlet              | 16.141           | 45,6       | 354,0                   |
| Alginet             | 14.442           | 24,1       | 599,3                   |
| l'Alcúdia           | 12.197           | 23,67      | 515,3                   |
| Benifaió            | 11.984           | 20,1       | 596,2                   |
| Alberic             | 10.815           | 26,7       | 405,1                   |
| Montserrat          | 9.312            | 45,6       | 204,2                   |
| Torís               | 7.259            | 80,5       | 90,2                    |
| Castelló            | 6.891            | 20,3       | 339,5                   |
| Guadassuar          | 5.961            | 35,3       | 168,9                   |
| la Pobla Llarga     | 4.529            | 10,1       | 448,4                   |
| Montroi             | 3.295            | 31,4       | 104,9                   |
| Catadau             | 2.939            | 35,5       | 82,8                    |
| Llombai             | 2.687            | 55,6       | 48,3                    |
| Manuel              | 2.500            | 6,0        | 416,7                   |
| Real                | 2.410            | 18,3       | 131,7                   |
| Rafelguaraf         | 2.351            | 16,3       | 144,2                   |
| Benimodo            | 2.279            | 12,5       | 182,3                   |
| Càrcer              | 1.826            | 7,4        | 246,8                   |
| Massalavés          | 1.739            | 7,5        | 231,9                   |
| Alfarb              | 1.618            | 20,6       | 78,5                    |
| Alcàntera de Xúquer | 1.414            | 3,3        | 428,5                   |
| Tous                | 1.352            | 127,5      | 10,6                    |
| Senyera             | 1.122            | 2,1        | 547,3                   |
| Antella             | 1.114            | 17,6       | 63,3                    |
| Sumacàrcer          | 1.062            | 20,1       | 52,8                    |
| Gavarda             | 1.058            | 7,8        | 135,1                   |
| l'Énova             | 914              | 7,7        | 118,7                   |
| Benimuslem          | 665              | 4,2        | 158,3                   |
| Beneixida           | 655              | 3,2        | 204,7                   |
| Sant Joanet         | 544              | 1,9        | 286,3                   |
| Sellent             | 381              | 14,0       | 27,2                    |
| Cotes               | 314              | 6,3        | 49,8                    |
| Ribera Alta         | 228.406          | 970,0      | 235,5                   |

Els habitants de la Pobla Llarga també reben el nom d'escarabat.

## Economia
L'economia de la comarca s'ha sustentat tradicionalment en l'agricultura, cultiu de regadiu i sobretot en la taronja, que presenta una gran exportació. A més, a les últimes dècades s'ha produït un intens desenvolupament de la plantació de caquis, en la seua denominació d'origen Ribera del Xúquer. La indústria és un sector predominant des de la segona meitat del segle XX i es concentra principalment a Alzira.

## Història
El primer poblament d'importància començà a l'Eneolític i esdevingué més dens vers la meitat del segon mil·lenni, durant el Bronze valencià. A l'època ibèrica la comarca sembla que era el límit entre els edetans i els contestans, al llarg de la línia del Xúquer. Un dels poblats ibèrics més importants era La Carència, ubicat a Torís. La romanització representà l'establiment de vil·les, de moment mal documentades. Llavors la comarca era travessada per la Via Augusta. Durant l'època musulmana, en la qual foren ja intensament aprofitades les possibilitats agràries que oferia un terreny pla amb l'abundant aigua del Xúquer, tingué un creixement important el nucli d'Alzira, que arribà a cap de governació. La resta de les poblacions comarcanes eren en la seua majoria alqueries, com ho demostra la presència de nombrosos topònims àrabs, molts d'ells al·lusius als orígens egipcis dels clans. Amb la reconquesta, assenyalada a la Ribera Alta per la capitulació d'Alzira davant Jaume I (1242), es consagrà la capitalitat de la població. Es va produir un establiment de 818 colons cristians, distribuïts en diversos municipis, amb terres alodials. Jaume I el 1249 creà el terme general d'Alzira, situat entre els de València i Xàtiva, que comprenia tota la Ribera Alta i la Ribera Baixa, amb més de quaranta alqueries, moltes de les quals són l'origen de la major part dels pobles actuals, que se separaren gradualment del terme general; Algemesí (1574) i Carcaixent (1576) van adquirir vot a Corts. La població musulmana, després morisca, es localitzà sobretot als llocs més reduïts, que foren afectats per l'expulsió del 1609. La comarca depenia administrativament de la governació de València i de la de Xàtiva dellà Xúquer, segons la situació al nord o al sud del riu. Després del 1707 fou creada la nova governació d'Alzira, que comprenia tota la comarca excepte la vall de Càrcer, que era de la governació de Montesa, i el curs baix del riu Albaida, que ho era de la de Xàtiva, però incloïa part de l'Horta i de la Foia de Bunyol. Després de la divisió provincial (1833) la comarca es dividí entre els partits judicials d'Alberic, Alzira, Carlet, Xàtiva i Xiva.

## Episodis catastròfics

### Terratrèmols
La Ribera Alta -i el conjunt de la Comunitat Valenciana- està situada en una àrea d'activitat sísmica moderada a escala mundial i ha estat colpejada per grans fenòmens metereològics i sísmics al llarg de la seua història. Els terratrèmols han estat recurrents, tot i que sempre amb una baixa intensitat i amb magnituds més bé baixes a l'escala de Richter. Només als últims anys s'ha documentat l'aparició de terratrèmols en diversos punts de la comarca. El 2020 va tenir lloc un moviment sísmic amb magnitud 3.1, l'epicentre del qual es va localitzar a Massalavés. A juliol de 2023 un nou terratrèmol va sacsejar la comarca, especialment el terme municipal de Carcaixent, on es va registrar un sisme de 2.5 graus que, no obstant, no va ser quasi percebut per la població. Al novembre d'aquell mateix any es va documentar un nou sisme que va afectar les poblacions de l'Énova, Sellent i Alcàntera del Xúquer. Encara que no es van produir danys materials, el moviment sísmic de magnitud 3 fou percebut per la població, que va alertar ràpidament les autoritats. De nou, al setembre de 2024 es van registrar tres terratrèmols a la zona, una vegada més de baixa intensitat. En aquest cas, a Beneixida es va documentar un terratrèmol de magnitud 2.2 i a Sumacàrcer altres dos sismes de 1.6 i 1.5, tots tres amb una profunditat de 0 quilòmetres.

### La Pantanada de Tous

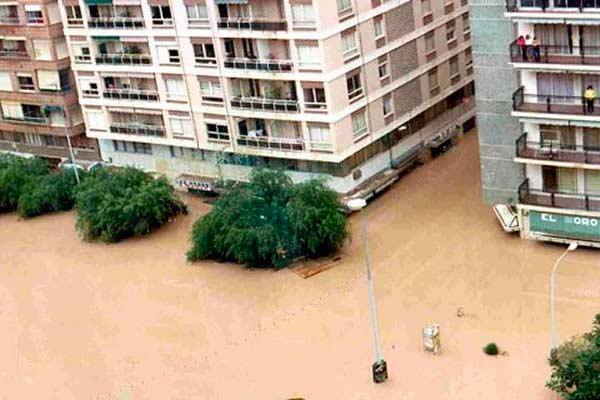
L'aigua desbordada de la pantanada de Tous al seu pas per Alzira.

La pantanada de Tous, popularment coneguda com la pantanà, va ser una gran inundació ocorreguda el 20 d'octubre de 1982 després que la presa de Tous es trencara a causa de les pluges torrencials que colpejaren el territori els dies previs a l'incident. El trencament del pantà de Tous originà una riuada al Xúquer de 16.000 m³/s, arrasant gran part de la Costera, Ribera Alta i Ribera Baixa. Especialment afectats van resultar els municipis de Sumacàrcer, Gavarda, Beneixida, Alberic, Carcaixent i Algemesí.
A ciutats com Alzira, l'aigua va tardar tres dies en baixar i sobre els carrers va quedar acumulat una gran quantitat de fang que superava els dos palms. La tragèdia es va emportar la vida de huit persones, pobles quasi sencers i unes pèrdues econòmiques de més de 50.000 milions de pessetes, uns 300 milions d'euros actuals.

### DANA del 29 d'octubre de 2024

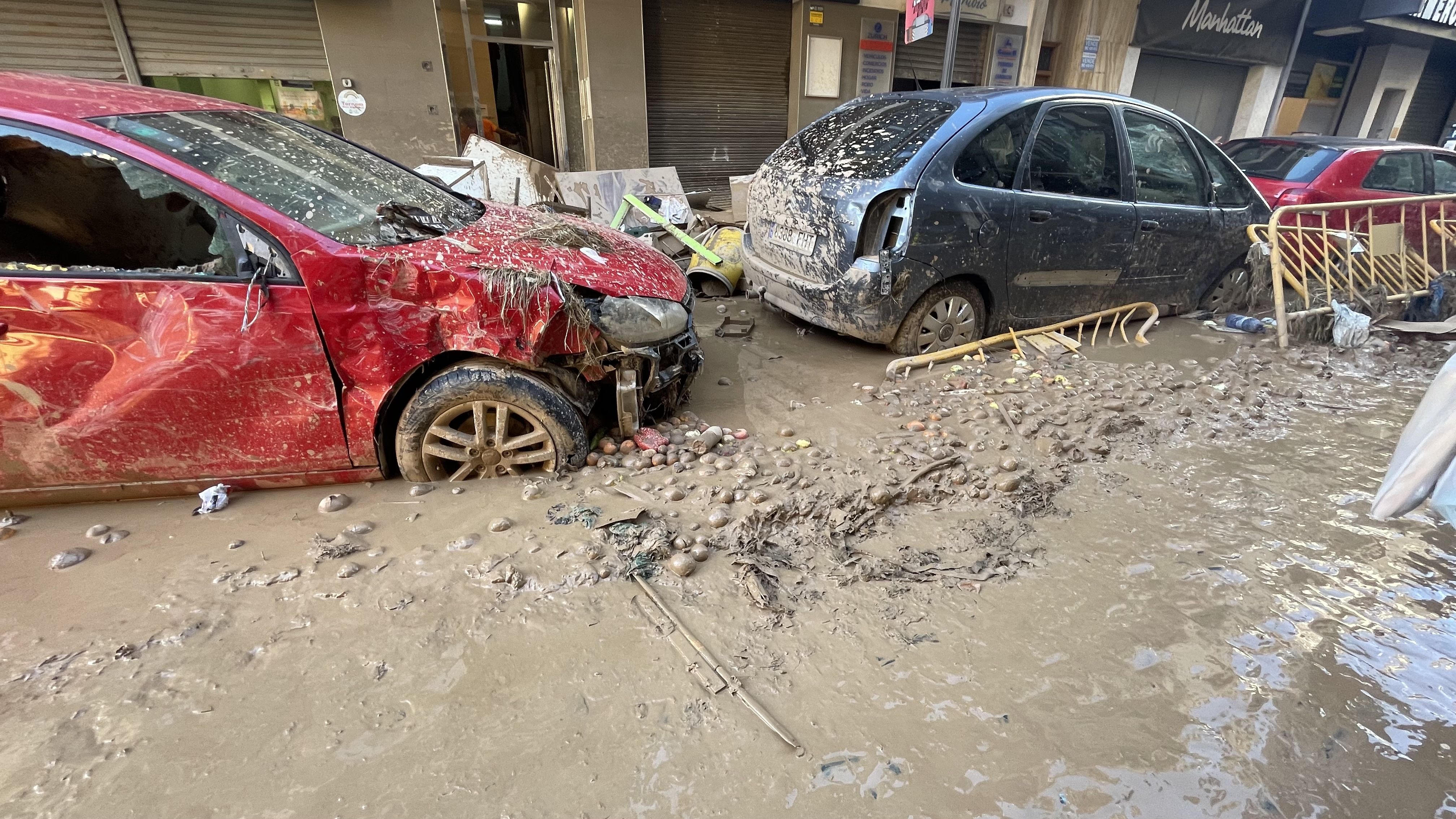
Destrosses ocasionades per la DANA a Algemesí.

La Ribera Alta va ser una de les comarques més afectades per la gota freda que va colpejar el País Valencià el 29 d'octubre de 2024. Les precipitacions van caure des de primera hora de matí amb una gran intensitat, arribant fins els 640.8 l/m2 en menys de 24 hores. D'aquesta manera es va superar el rècord històric de precipitacions al País Valencià, que ostentaven els 520 l/m2 que van caure en Tavernes de la Valldigna durant la Gota Freda de 1996. Les intenses pluges van venir acompanyades de forts vents que van traduir-se en tornados com el que va arrasar el polígon industrial de Carlet i va provocar destrosses també a Alginet. La zona industrial de Massalavés també es va veure afectada per la forta tempesta i la caiguda de rajos. No obstant això, fou l'aigua la que va ocasionar un nombre més gran de danys materials i humans. A les 10:30 del matí els servicis d'emergència valencians informaven dels primers rescats a la zona de la Ribera. A les 11:55 el riu Magre, que travessa diverses localitats de la comarca, ja s'havia desbordat a Utiel. La intensitat de les pluges va obligar també a desguassar al riu Magre 800 m³/s d'aigua a l'embassament de Forata, on van arribar fins a 2.000 m³/s, afectant significativament localitats com Algemesí, Llombai i altres de la Ribera Alta.

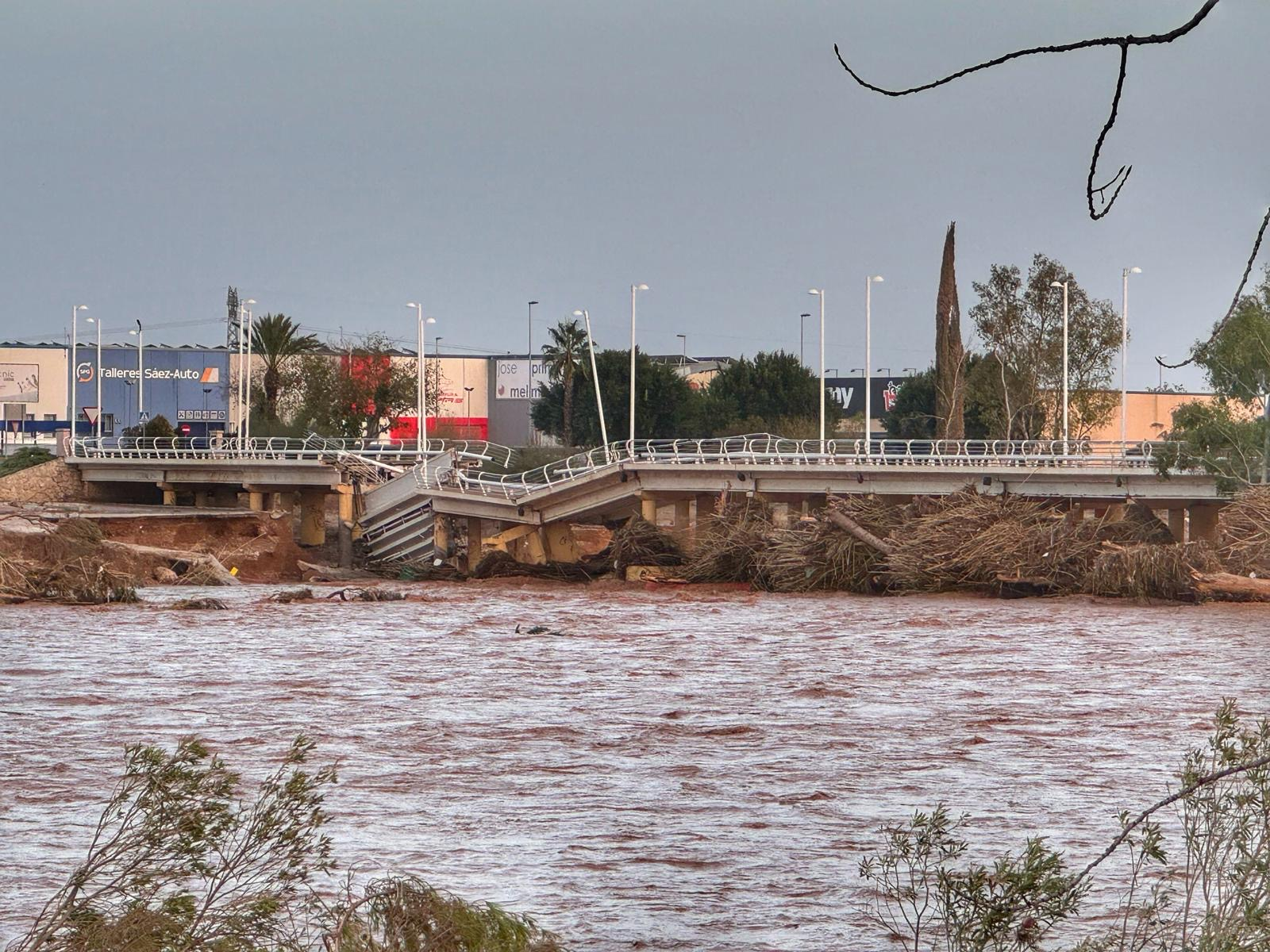
Pont d'entrada a Carlet, trencat per la força de l'aigua del riu Magre.

El Magre va ser el protagonista d'aquesta riuada que va colpejar la comarca. El gran volum d'aigua que s'havia descarregat en la conca alta del riu a la Plana d'Utiel, va encendre totes les alertes sobre una possible baixada torrencial cap a la zona de la Ribera i l'Horta Sud. A les 17:50 diversos testimonis alerten de que el Magre estava a punt de desbordar-se al seu pas per l'Alcúdia. A les 19:15 el Magre va inundar Algemesí i Carlet, on la gran avinguda de l'aigua va trencar el pont que uneix la localitat amb la seua zona industrial. Catadau també va quedar incomunicada amb la resta de municipis del Marquesat, després que el pont que uneix amb Llombai o Alfarb es cobrira completament d'aigua.
La tragèdia es va saldar amb més de 220 morts confirmades, set de les quals es van localitzar a Algemesí, essent aquesta la població més afectada de tota la comarca. D'entre les 87.000 persones que viuen entre Carlet, l'Alcúdia i Algemesí, 11.000 resultaren afectades directament. Fins a 110 quilòmetres de carretera i altres 6.4km de ferrocarril es van veure afectats. Fins a 194 hectàrees construides van resultar inundades, donant-se una especial catàstrofe a les zones industrials on la gran quantitat d'asfalt va afavorir l'acumulació d'aigua. La DANA també va afectar llars, centres educatius, civils i esportius, convertint-se en una de les majors catàstrofes climatològiques de la història recent del País Valencià, només comparables amb la Gran Riuada de València de 1957 i la Pantanada de Tous de 1982.

## Monuments històrics

### Monuments islàmics
A la Ribera Alta queden exemples d'arquitectura islàmica: la Muralla d'Alzira, el castell d'Alèdua i la torre Mussa destaquen i són testimonis construïts amb pedra i morter de calç.

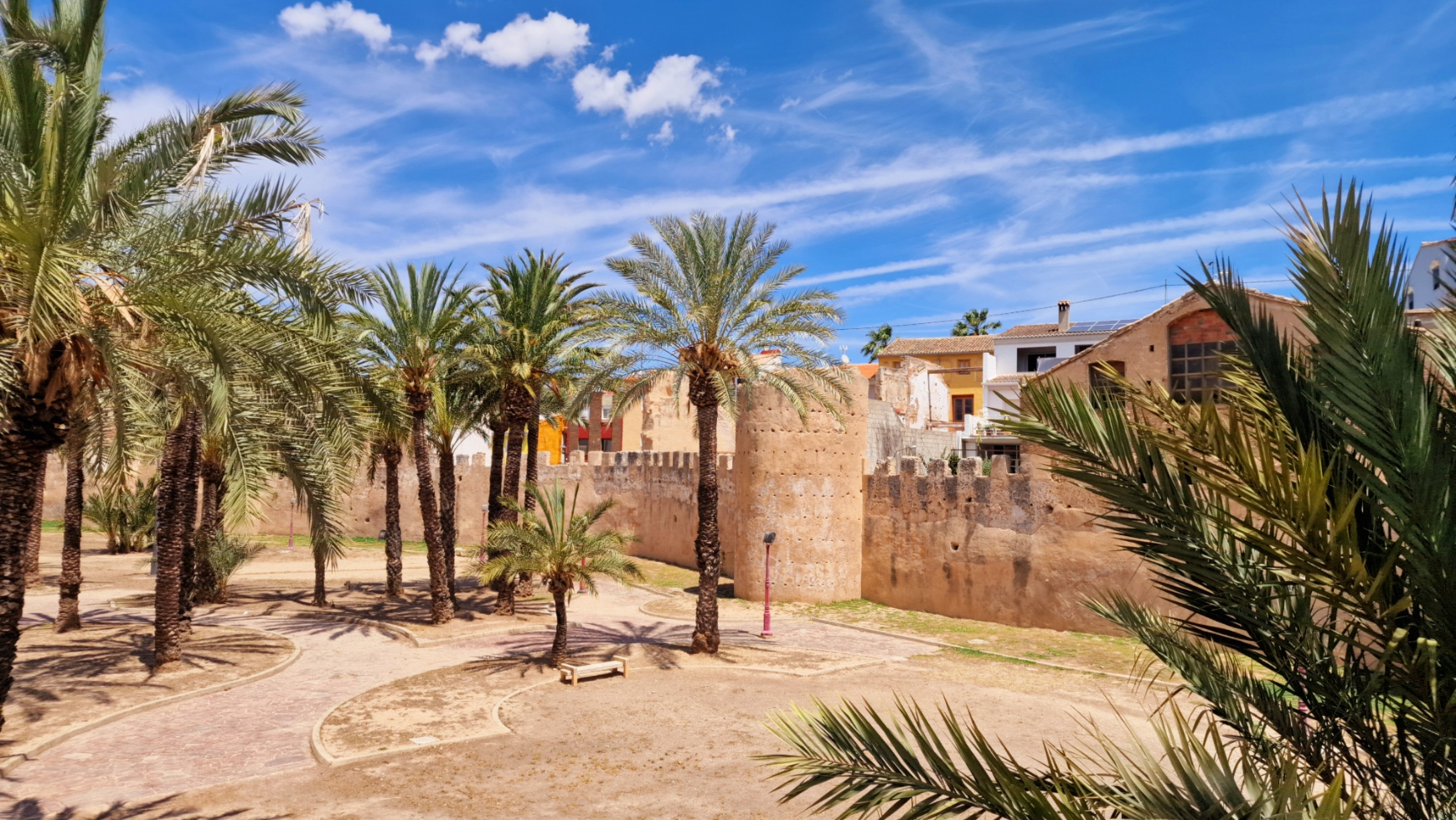
Muralla d'Alzira
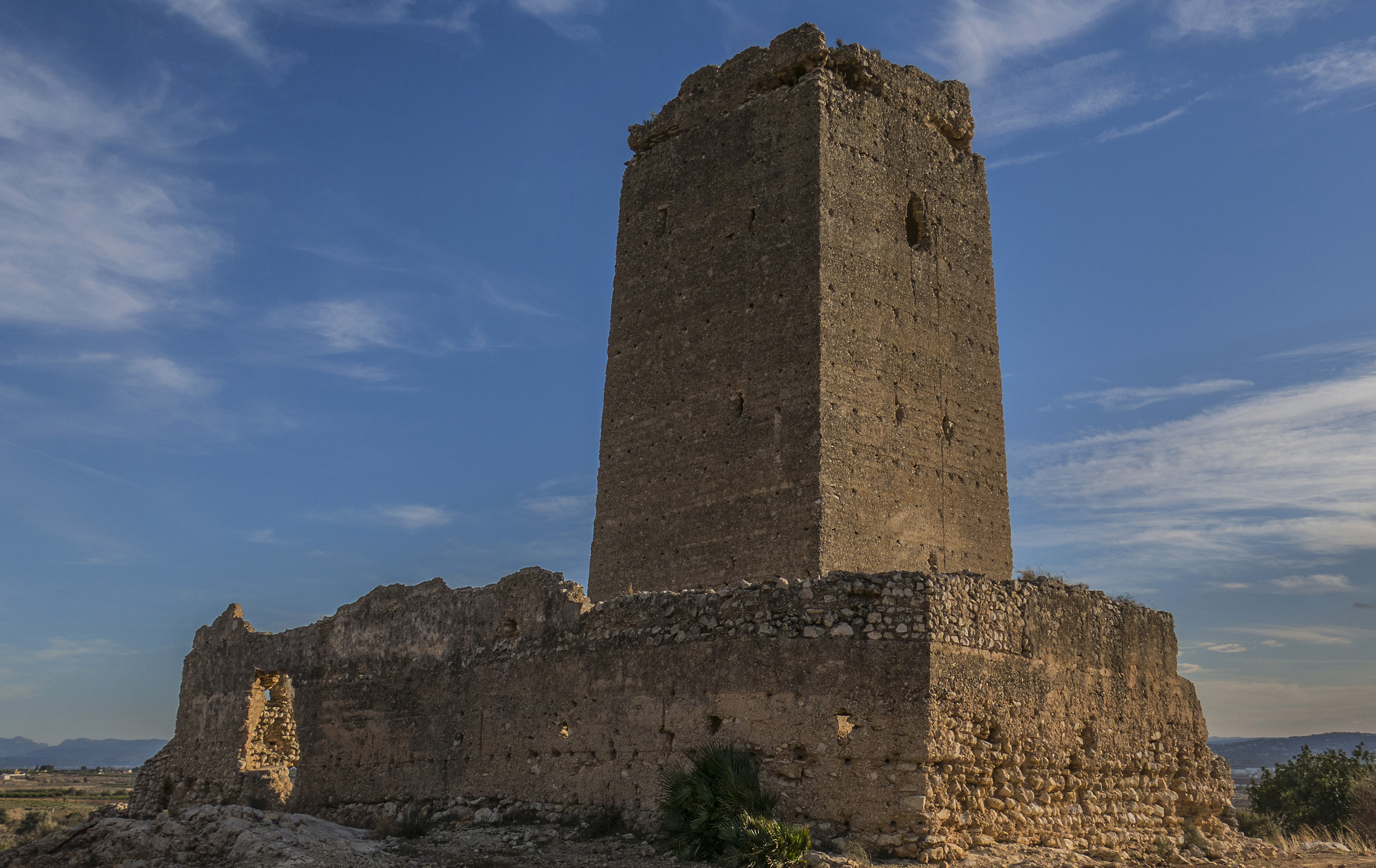
Castell d'Alèdua
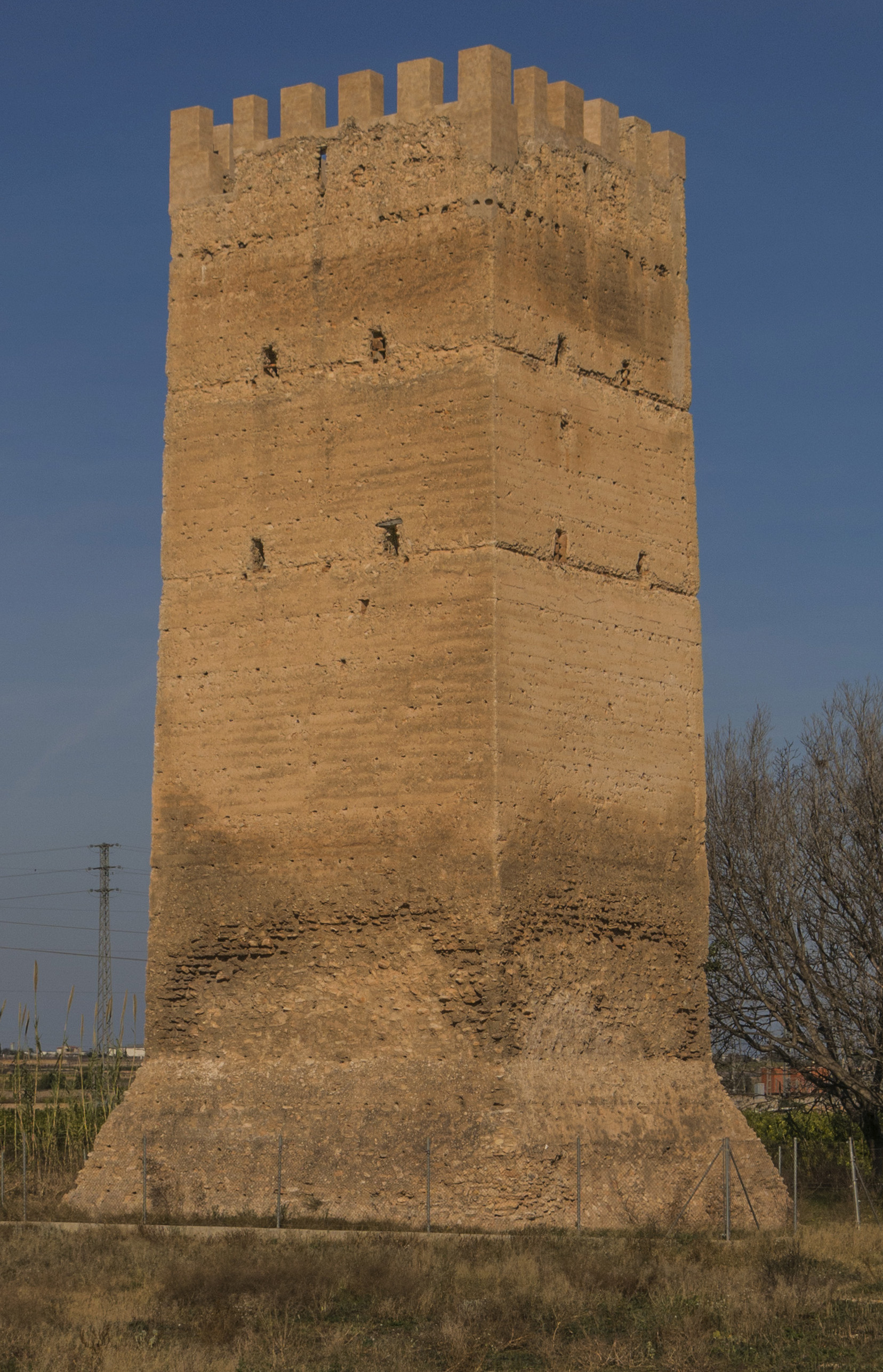
Torre Mussa

### Monuments cristians

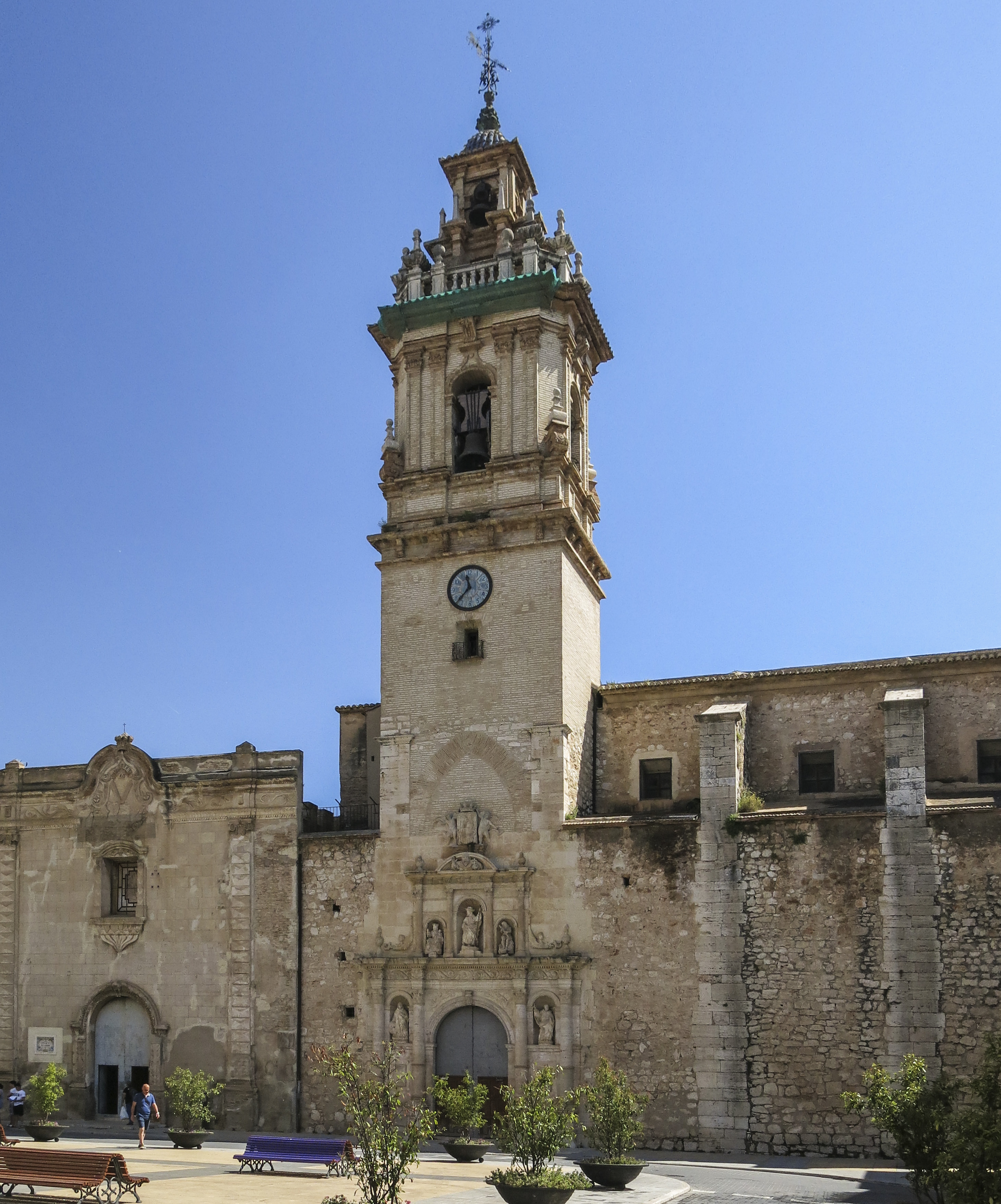
Basílica menor de Sant Jaume d'Algemesí.
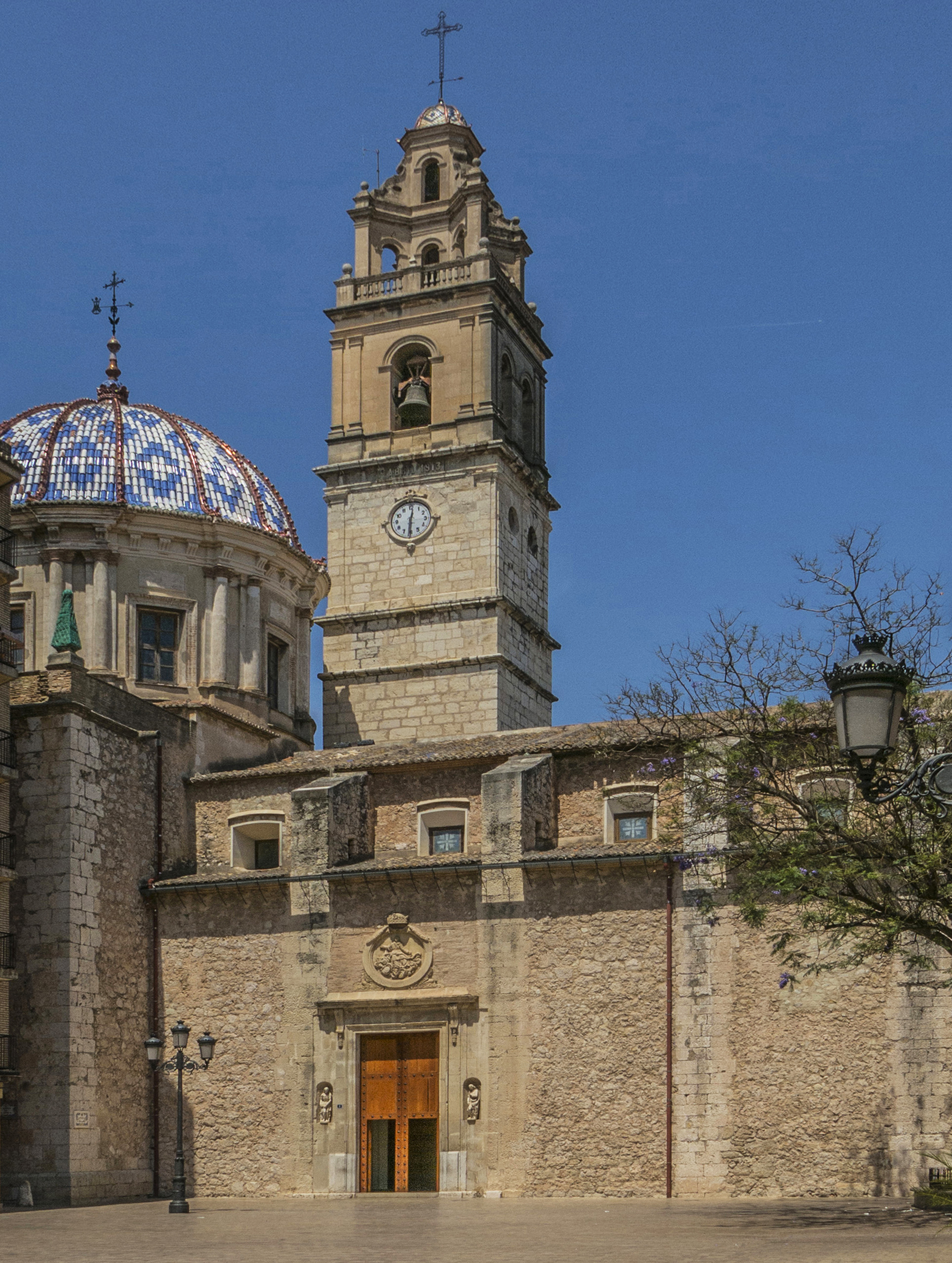
Església de l'Assumpció de Carcaixent.
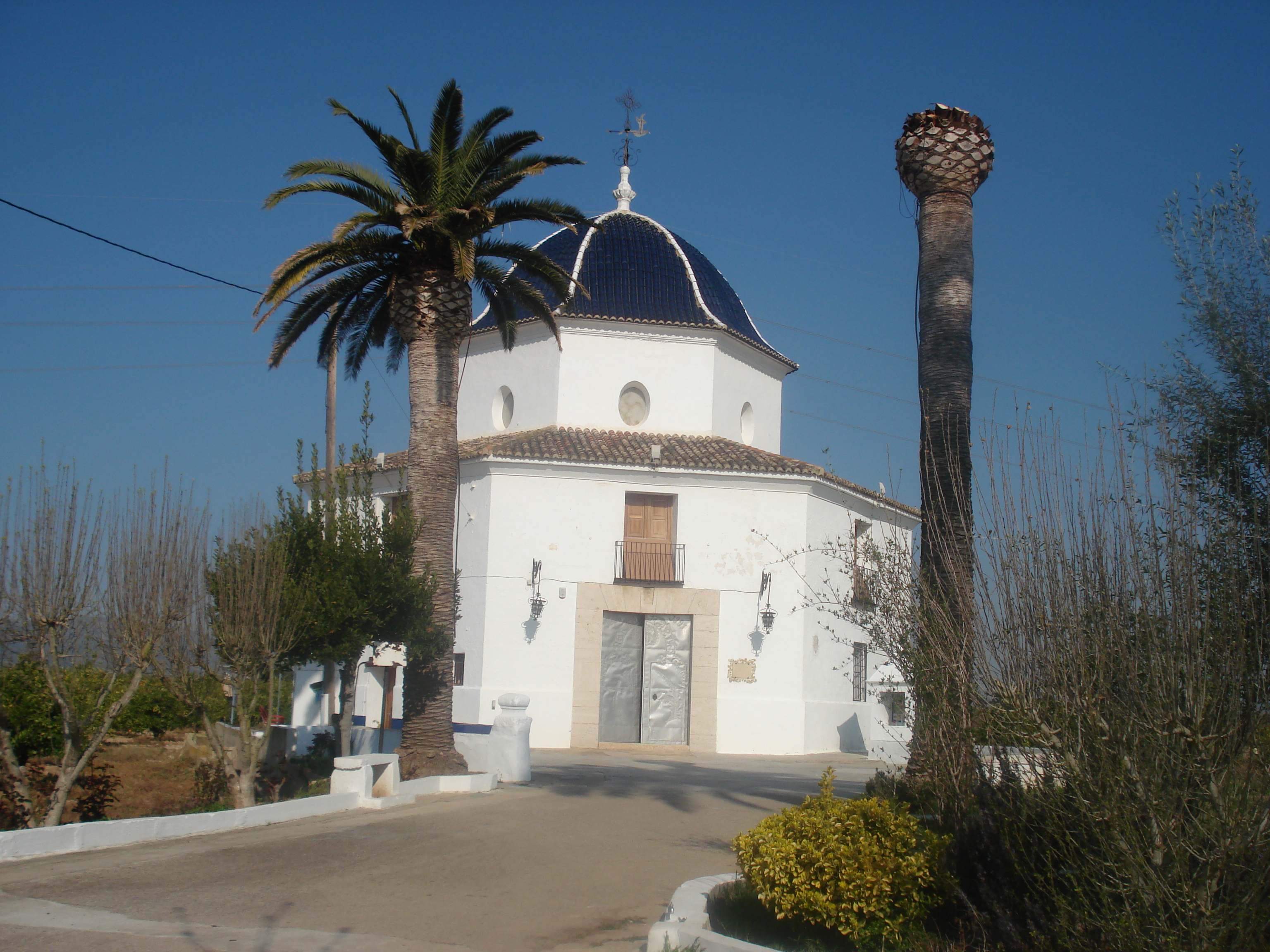
Ermita de Sant Bernat de Carlet.